# Tvrtko II av Bosnien
Tvrtko II av Bosnien, död 1443, var Bosniens regent från 1404 till 1409 och mellan 1420 och 1443.